# Crocodyloidea
Super-famille
Familles de rang inférieur
- Crocodylidae

Les Crocodyloidea sont une super-famille de reptiles apparue à la fin du Crétacé et contenant la famille des Crocodylidae. Cladistiquement, ils sont définis comme comprenant Crocodylus niloticus (Crocodile du Nil) et tous les crocodiliens qui lui sont plus apparentés qu'à Alligator mississippiensis (Alligator américain). Leur groupe frère est celui des Alligatoroidea.

## Phylogénie
Cladogramme d'après Christopher Brochu (d) (2010).
- - Borealosuchus
  - 
    - Pristichampsus
    - Brevirostres
      - Alligatoroidea
        - Leidyosuchus

      - Crocodyloidea
        - Prodiplocynodon
        - Asiatosuchus
        - 
          - "Crocodylus" affinis
          - "Crocodylus" depressifrons
          - 
            - Brachyuranochampsa
            - "Crocodylus" acer
            - Crocodylidae
              - Tomistominae
                - Dollosuchoides
                - Gavialosuchus
                - Kentisuchus
                - Tomistoma

              - Crocodylinae
                - "Crocodylus" megarhinus
                - Mekosuchinae
                  - Kambara
                  - Australosuchus
                  - Trilophosuchus

                - 
                  - Osteolaeminae
                    - 
                      - Rimasuchus
                      - 
                        - "Crocodylus" pigotti
                        - Euthecodon

                    - Voay
                    - 
                      - Osteolaemus osborni
                      - O. tetraspis

                  - 
                    - Mecistops
                    - 
                      - Crocodylus anthropophagus
                      - C. palaeindicus
                      - 
                        - C. palustris
                        - 
                          - C. siamensis
                          - 
                            - C. porosus
                            - C. johnsoni
                            - C. novaeguineae
                            - C. mindorensis

                      - 
                        - C. niloticus
                        - 
                          - C. acutus
                          - C. intermedius
                          - C. rhombifer
                          - C. moreletii